# L’Écho des Bananes
L'Écho des Bananes était une émission hebdomadaire de musique rock à télévision française, sur la chaîne FR3, en 1982 et 1983, animée par Lamy Vincent. Le titre parodiait manifestement celui du magazine de bande dessinée L'Écho des savanes, mais faisait aussi référence au retour, au début des années 1980, de la « banane », coiffure des rockers dès les années 1950, et qui avait été, par exemple, caricaturée dans les bandes dessinées Lucien de Frank Margerin.